# Asclepiadeo
L’asclepiadeo è un verso della poesia greca, che prende il nome dal poeta alessandrino Asclepiade di Samo (III sec. a.C.), è usato in Saffo e Anacreonte per la lirica monodica greca, nella lirica latina da Catullo e Orazio, in quest'ultimo avvengono dei cambiamenti sillabici riguardo alla lunghezza delle prime due, oltretutto si rispettano rigidamente le cesure.
La base di formazione è il coriambo ( - U U - ) che si ripete due volte nell'asclepiadeo minore, tre volte nel maggiore.

## Struttura e tipologie

### Primo Asclepiadeo Maggiore e Minore
I versi e le strofe asclepiadee prendono il nome dal poeta Asclepiade di Samo, anche se l'inventore di questi versi non è certificato, perché sia l'asclepiadeo maggiore che minore sono già noti dai lirici di Lesbo Saffo e Alceo, forse Asclepiade compose carmi oggi perduti in questo verso, e dunque la tradizione ne attribuì la paternità, come sostiene Orazio nella sua Ars poetica.
- Asclepiadeo minore: secondo la teoria di Efestione è un'esapodia giambica acatalettica, la sola terza dipodia però vi mostra l'andamento giambico puro, mentre le altre due unità di misura prendono la forma di antispasti, di cui il primo può avere nella prima sede la lunga irrazionale, e può talora essere sostituito da una dipodia trocaica. L'antispaso è una dipodia giambica che nella seconda parte viene battuta a contrattempo: la dipodia trocaica può essere considerata come una dipodia giambica del tutto battuta a contrattempo.[1]

X X, - U U-, - U U-, - U U-, - U U-, X X
A metà della seconda dipodia c'è una pausa frequente, ma non obbligatoria in greco, al contrario in Orazio, che dà pure la forma costante di spondeo al primo piede. Lo schema metrico: ∪′∪ — ∪∪ — — ∪∪ — ∪ —
Probabilmente l'asclepiadeo minore è da considerare in Orazio come un'esapodia logaedica con lo spondeo irrazionale nel primo piede, due dattili di tre tempi nella seconda e quarta sede, una lunga di 3 tempi nella terza sede e nella pausa verso la fine.
- Asclepiadeo maggiore: è identico al minore, eccezione che il secondo antispasto è ripetuto. Negli originali greci si ha la cesura a metà della seconda, e a metà della terza dipodia. Tali cesure, usate da Catullo come i Greci in maniera facoltativa, in Orazio diventano obbligatorie, il quale ne fa lo stesso uso del minore, solo che dopo la sillaba di tre tempi, un altro dattilo di tre tempi e un'altra sillaba pure di tre tempi: quest'aggiunta rispetto all'asclepiadeo minore è compresa tra due pause.
In Orazio ci sono 5 sfumature della strofe, a meno che le odi composte di soli asclepiadei minori o di soli maggiori non vogliano considerare come composizioni monostiche.

X X, - U U-, - U U-, - U U-, X X
Resterebbe dunque un sistema distico asclepiadeo, dove si alternano un gliconeo II (identico all'asclepiadeo minore con in meno l'antispasto di mezzo) con un asclepiadeo minore, e poi 2 strofe, una composta di 3 asclepiadei minori chiusi da un gliconeo II e un'altra risultante da due asclepiadei minori, seguiti da un ferecrateo II (uguale al gliconeo II con in meno l'ultima sillaba) e da un gliconeo II.
Un esempio in greco di Asclepiadeo maggiore, dal fr. 140 Lobel-Page di Saffo: Morte di Adone:
Κατθνᾴσκει, Κυθέρη', ἄβρος Ἄδωνις• τί κε θεῖμεν;
καττύπθεσθε, κόραι, καί κατερείκεσθε κίθονας.
Lo schema dell'asclepiadeo maggiore nella lirica latina: 
- Catulliano: — — — ∪∪ — — ∪∪ — — ∪∪ — ∪ — Ū

Catullo, Liber, I, 30
Àlfen‿ìmmemor àt || qu‿ùnanimìs || fàlse sodàlibùs,

iàm te nìl miserèt, || dùre, tuì || dùlcis amìculì?
- Oraziano: — — — ∪ ∪ — | — ∪∪ — | — ∪∪ — ∪ — Ū

Orazio, Carmina I, 11, 1
Tū nē quaēsǐĕrīs, || scīrĕ nĕfās, || quēm mǐhǐ, quēm tǐbǐ

### Gli altri asclepiadei
Esistono quattro sfumature diverse di strofe in asclepiadeo, dopo la prima forma composta dal Maggiore e dal Minore del primo tipo, ci sono:
- Asclepiadeo II: da 3 asclepiadei minori + 1 gliconeo

X X, - U U-, - U U-, - U U-, X X

X X, - U U-, - U U-, - U U-, X X

X X, - U U-, - U U-, - U U-, X X
	
- - , - U U, - U U
- Asclepiadeo III: da 2 asclepiadei minori + 1 ferecrateo + 1 gliconeo

X X, - U U-, - U U-, - U U-, X X

X X, - U U-, - U U-, - U U-, X X

- - , - U U, - U

- - , - U U, - U U
- Asclepiadeo IV: da 2 gliconei e 2 asclepiadei minori alternati (ABAB)

- - , - U U, - U U

X X, - U U-, - U U-, - U U-, X X

- - , - U U, - U U

X X, - U U-, - U U-, - U U-, X X